# Alien Rage
Alien Rage – fantastycznonaukowa komputerowa gra akcji wyprodukowana przez polskie studio CI Games. Gra została wydana 24 września 2013 roku na platformy PC, PlayStation 3 oraz Xbox 360.

## Fabuła
Sojusz ludzkości z obcą rasą, zostaje rozwiązany, po czym wojownik zostaje wysłany do walki z hordami obcych.

## Rozgrywka
Rozgrywka składa się z 14 misji. Gracz otrzymuje punkty między innymi za strzały w głowę czy eliminowanie grupy przeciwników poprzez jedną akcję, taką jak wybuch pojemników. Postać gracza walczy przeciwko różnym rodzajom obcych, może korzystać z broni takich jak futurystyczny pistolet, broń maszynowa, wyrzutnia rakiet czy karabin obcych. Gracz może korzystać także z elementów otoczenia takich jak wybuchające pojemniki, które pomogą mu wyeliminować obcych. Regeneracja zdrowa odbywa się poprzez system osłon, którego gracz używa także po to, aby się ukryć.
Gra powstała na silniku Unreal Engine 3.